# 欧州刑事警察機構
欧州刑事警察機構（おうしゅうけいじけいさつきこう、英語: European Police Office, Europol、略称：ユーロポール）は、欧州連合の専門機関の一つ。1991年に設立合意、1994年1月3日から限定運用を開始し、1999年7月1日に本格稼働した。オランダ王国デン・ハーグに所在している。
日本語訳ではこの他に「欧州連合法執行協力庁」があり、「欧州警察機関」や「欧州警察機構」と翻訳される例もある。
当初の方針で、任務は、警察捜査は行わず、加盟国間での情報交換の促進、情報や機密事項の収集・照合・分析、ナショナル・ユニットを通じて加盟国管轄庁への情報の報告、ナショナル・ユニットへ関係情報の全てを送り、各加盟国内での捜査の支援、データを含む情報収集のためにコンピューター・システムを設置し維持することとされた。

## 概要
ユーロポールの設立は1992年のマーストリヒト条約において合意されていた。機関の設立は1994年1月3日であり、Europol Drugs Unitという小規模な組織であった。1998年にユーロポールの憲章が全加盟国に批准されて、実働をすることとなった。欧州連合（EU）の新規加盟国も順次、憲章に批准している。
なお、本部スタッフは410名であり、他に連絡員が90名いる。

## 目的

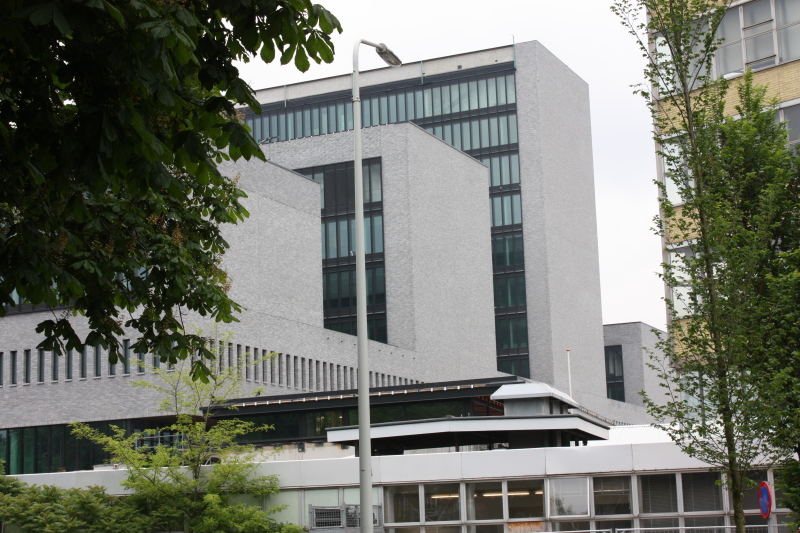
本部ビル

ユーロポールの目的は、各警察機関が情報を共有することにより、重大な国際犯罪に対処することにある。ユーロポール自体には捜査や逮捕といった大きな権限はなく、各警察機関を支援することが中心である。支援方法としては、情報交換や情報分析、専門技術の提供や訓練支援などがある。
各機関の連携を強化するために、多言語に対応した機関となっており、各国の警察機関は母国語でユーロポールに問い合わせを行い、母国語で返答を受け取ることができるようになっている。

## 歴史
ユーロポール以前にも犯罪情報の交換条約は存在していた。ヨーロッパにおける国際警察組織の必要性については、ドイツが熱心に推進していた。1991年12月の欧州理事会において、マーストリヒト条約にそれを盛り込むことが提案され、合意された。はじめにシェンゲン情報システム内において、ドイツが設立準備チームを発足させている。
日本の警察庁と2018年12月3日、情報交換や日本からの連絡担当官派遣での協力する取り決めを締結した。テロリズム、サイバー犯罪、薬物、銃器への対策を重点とする。

## 登場作品
- オーシャンズ12 - オーシャンとその仲間の逮捕を目指すイザベル・ラヒリは欧州刑事警察機構の捜査官という設定。
- GUNSLINGER GIRL - 義体担当官の一人、ヒルシャーは元ユーロポールの児童虐待取締班という設定。
- ブラックアウト（上・下） - サイバーテロによる欧州大停電捜査の物語。テロ対策部長フランソワ・ボラールが準主役。（角川文庫17506、2012年7月 ISBN 978-4-04-100255-1）
- ピエロがお前を嘲笑う - ドイツの天才ハッカー青年が語る事件の顛末を描いている。ハンネ・リンドベルクはユーロポールの捜査官。
- 名探偵コナン 黒鉄の魚影 - ユーロポールと世界各国の警察機構をネットワークで接続する施設が登場する。